# Ortynice
Ortynice (ukr. Ортиничі, Ortynyczi) – wieś na Ukrainie w rejonie drohobyckim należącym do obwodu lwowskiego.
W czasach Rzeczypospolitej wieś częściowo królewska (starostwo samborskie), częściowo szlachecka (m.in. Ortyńscy herbu Łabędź lub Sas).
We wsi urodził się Soter Stefan Ortyński (1866–1916) – biskup greckokatolicki, ordynariusz wiernych obrządków wschodnich w USA.